# Championnats de France d'athlétisme en salle 2016
Navigation
Championnats 2015 Championnats 2017
Les 45es championnats de France d'athlétisme en salle se déroulent les 27 et 28 février 2016 au Stadium Jean-Pellez d'Aubière.

## Résultats

### Hommes
| Épreuves         | Or                                  | Argent                          | Bronze                            |
| ---------------- | ----------------------------------- | ------------------------------- | --------------------------------- |
| 60 m             | Christophe Lemaitre 6 s 64          | Christopher Naliali 6 s 68 (PB) | Mickaël-Meba Zézé 6 s 73 (PB)     |
| 200 m            | Christophe Lemaitre 20 s 43 (WL,PB) | Mickaël-Meba Zézé 20 s 54 (PB)  | Pierre-Alexis Pessonneaux 20 s 98 |
| 400 m            | Angel Chelala 47 s 62               | Patrice Maurice 47 s 70         | Yassin Zaoujal 48 s 45            |
| 800 m            | Dimitri Pasquereau 1 min 48 s 33    | Renaud Rosière 1 min 49 s 85    | Carl Soudril 1 min 49 s 92        |
| 1 500 m          | Alexandre Saddedine 3 min 46 s 76   | Sofiane Selmouni 3 min 46 s 88  | Samir Dahmani 3 min 47 s 17       |
| 3 000 m          | Guillaume Adam 8 min 7 s 42         | Djilali Bedrani 8 min 7 s 72    | Florian Théophile 8 min 9 s 51    |
| 5 000 m marche   | Jean Blancheteau 19 min 45 s 22     | Fabien Bernabe 20 min 43 s 90   | Xavier Le Coz 20 min 50 s 41      |
| 60 m haies       | Pascal Martinot-Lagarde 7 s 47      | Simon Krauss 7 s 73             | Thomas Delmestre 7 s 74           |
| Saut en hauteur  | Abdoulaye Diarra 2,21 m             | Clément Gicquel 2,18 m          | Fabrice Saint-Jean 2,14 m         |
| Saut à la perche | Renaud Lavillenie 5,93 m            | Stanley Joseph 5,63 m (PB)      | Jérôme Clavier 5,50 m             |
| Saut en longueur | Kafétien Gomis 8,23 m (PB)          | Raihau Maiau 7,99 m             | Salim Sdiri 7,79 m (SB)           |
| Triple saut      | Teddy Tamgho 16,98 m                | Harold Correa 16,91 m           | Benjamin Compaoré 16,88 m         |
| Lancer du poids  | Gaëtan Bucki 19,30 m (SB)           | Frédéric Dagée 19,27 m (SB)     | Romain Gotteland 18,51 m (PB)     |
| Heptathlon       | Jérémy Lelièvre 5 965 pts           | Ruben Gado 5 829 pts            | Maxime Maugein 5 811 pts          |

### Femmes
| Épreuves         | Or                                 | Argent                                | Bronze                                  |
| ---------------- | ---------------------------------- | ------------------------------------- | --------------------------------------- |
| 60 m             | Carole Zahi 7 s 18 (PB)            | Jennifer Galais 7 s 27 (PB)           | Floriane Gnafoua 7 s 31                 |
| 200 m            | Stella Akakpo 23 s 27              | Elise Trynkler 23 s 56                | Caroline Chaillou 23 s 89               |
| 400 m            | Marie Gayot 52 s 81                | Agnes Raharolahy 53 s 20              | Déborah Sananes 53 s 89                 |
| 800 m            | Lore Hoffmann 2 min 7 s 82         | Camille Laplace 2 min 7 s 98          | Athina Bouakira 2 min 8 s 65            |
| 1 500 m          | Élodie Normand 4 min 26 s 34       | Johanna Geyer-Carles 4 min 27 s 04    | Aurore Fleury 4 min 30 s 74             |
| 3 000 m          | Emma Oudiou 9 min 25 s 51          | Fanny Pruvost 9 min 28 s 12           | Aisse Sow 9 min 32 s 98                 |
| 3 000 m marche   | Enora Trebaul 13 min 40 s 99       | Marine Quennehen 13 min 42 s 54       | Sandra Dupont 13 min 57 s 21            |
| 60 m haies       | Cindy Billaud 8 s 07               | Sandra Gomis 8 s 12                   | Aisseta Diawara 8 s 15                  |
| Saut en hauteur  | Marine Vallet 1,87 m (PB)          | Prisca Duvernay 1,81 m (PB)           | Solène Gicquel 1,81 m (=PB)             |
| Saut à la perche | Vanessa Boslak 4,60 m              | Ninon Guillon-Romarin 4,35 m          | Maria Leonor Tavares 4,30 m             |
| Saut en longueur | Haoua Kessely 6,42 m (SB)          | Mathilde Lagarde 6,07 m               | Keshia Willix 6,07 m (SB)               |
| Triple saut      | Jeanine Assani Issouf 14,17 m (PB) | Rouguy Diallo 14,16 m (NR)            | Amy Zongo-Filet 13,24 m (SB)            |
| Lancer du poids  | Jessica Cérival 17,30 m (SB)       | Rose Sharon Pierre Louis 16,13 m (PB) | Antoinette Nana Djimou Ida 15,28 m (SB) |
| Pentathlon       | Annaelle Nyabeu Djapa 4 208 pts    | Sandra Jacmaire 4 065 pts             | Anouk Forafo 4 018 pts                  |